# Invasión del Valle de Arán
La invasión del Valle de Arán, denominada en clave Operación Reconquista de España, fue un intento de la Unión Nacional Española (UNE), promovida por el Partido Comunista de España, de provocar en octubre de 1944 un levantamiento popular contra la dictadura de Francisco Franco, mediante un ataque de un grupo de guerrilleros españoles, agrupación bautizada con el nombre «Reconquista de España», que colaboraban en el exilio con la Resistencia francesa, sobre el Valle de Arán como objetivo principal.
El gobierno franquista, previendo una invasión aliada desde Francia, había encargado a Rafael García-Valiño, jefe del Estado Mayor del Ejército, la defensa de la frontera franco-española, dirigida por los generales José Moscardó y Juan Yagüe, contando con unos 50 000 hombres.
El resultado final fue un total fracaso de la operación, que duró menos de una semana; no llegándose nunca a ocupar la capital del valle, Viella, y retirándose a territorio francés los últimos guerrilleros el día 24 de octubre.

## Antecedentes

### Finales de la Segunda Guerra Mundial en Francia

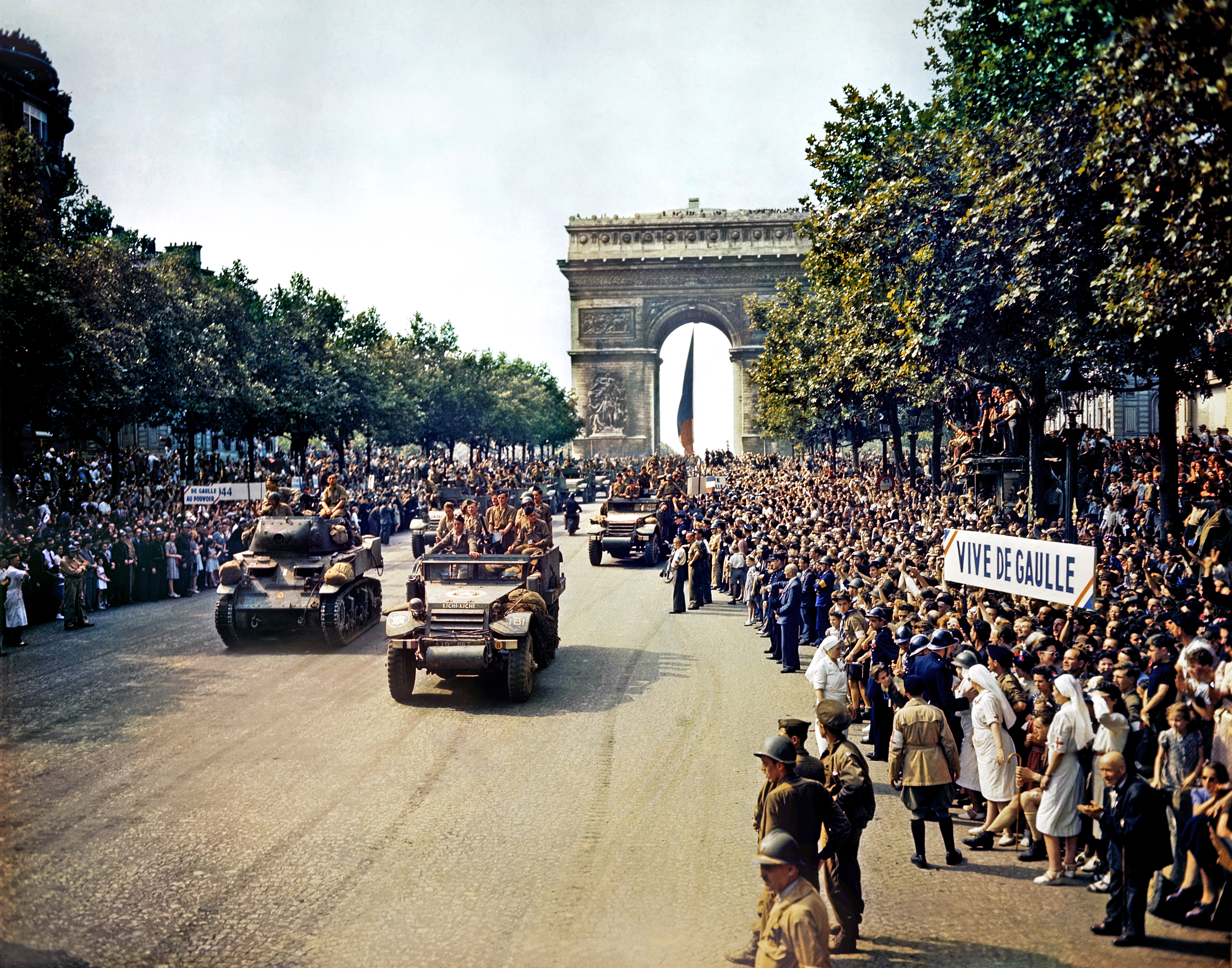
Desfile por los Campos Elíseos de unidades pertenecientes a la 2.ª División Blindada —en la que estaba integrada La Nueve— tras la Liberación de París.

El desembarco de Normandía por parte de los aliados el 6 de junio de 1944, el rápido avance de la 2.ª División blindada del general Leclerc hacia París y el hecho de que gran parte del Mediodía francés se encontraba liberado de la ocupación nazi, influyó en numerosos núcleos de exiliados españoles en Francia que, ante la llamada a la invasión del general de división republicano José Riquelme y proclamas emitidas por Radio Toulouse en manos de la UNE, en una inminente victoria definitiva sobre la dictadura de Franco.

### Operación Reconquista de España

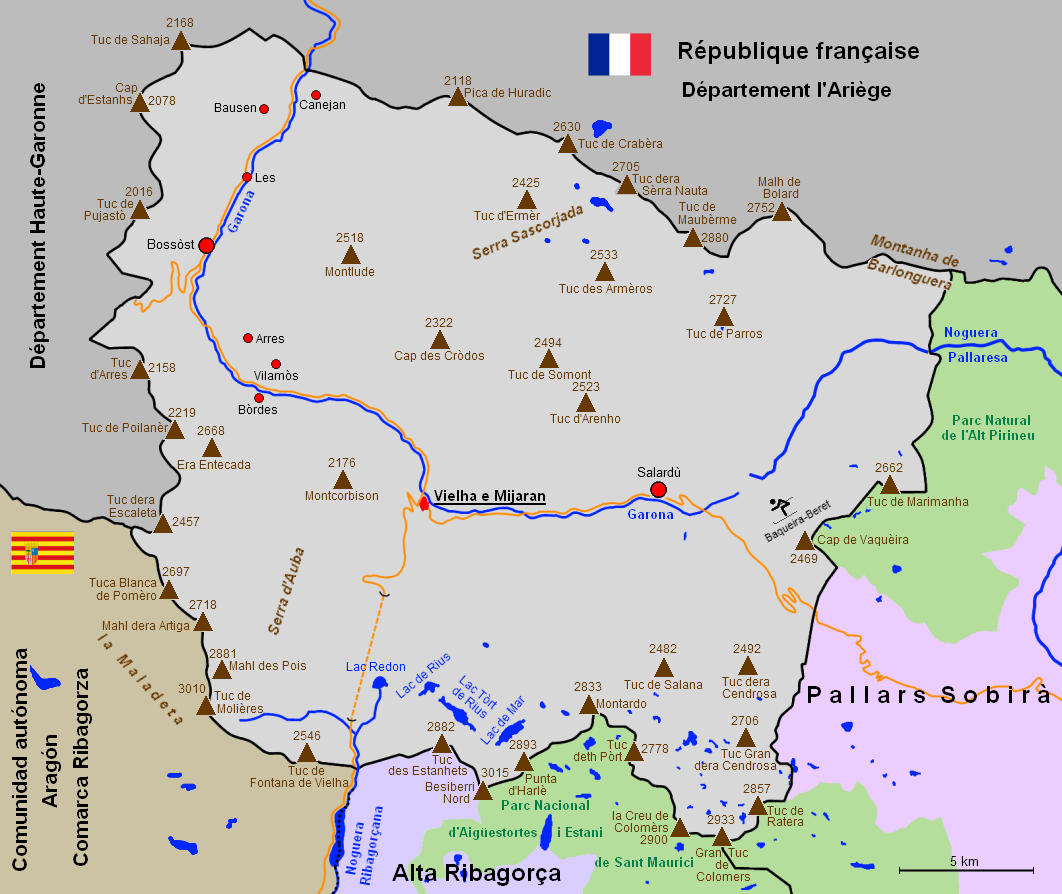
El Valle de Arán, escenario principal de la operación.

Jesús Monzón, hombre fuerte del PCE en Francia, dirigía la resistencia republicana en la Francia ocupada e intentaba reconstruir una mínima infraestructura del partido en España. Confiado por el éxito de las acciones guerrilleras de resistencia contra los nazis, creyó que se podía iniciar una invasión de España atravesando los Pirineos y que derivaría en un levantamiento de la población civil, posición en contra de lo que decían los informadores desde el interior y de la opinión de muchos dirigentes y militares comunistas, que creían que la mejor opción sería enviar a los guerrilleros experimentados solo para formar a otros guerrilleros, y a partir de esa base crear una fuerte resistencia siguiendo el ejemplo de los partisanos yugoslavos, en vez de lanzar una invasión tan ambiciosa que dependía de un «levantamiento popular». Paralelamente se pretendía instalar un «gobierno provisional republicano» en territorio español, y ya no en el exilio, lo cual permitiría a los republicanos españoles participar con más peso en las negociaciones y pactos inminentes con los aliados al finalizar la Segunda Guerra Mundial.
Como otros dirigentes del exilio, y a pesar de que viajaba con frecuencia a España, Monzón tenía una visión muy optimista de la situación política pues estaba convencido, según Hartmut Heine, de que «España había entrado en una etapa prerrevolucionaria y que el menor impulso desde el exterior provocaría una insurrección popular y la deserción de la gran mayoría de los aliados de Franco a las filas de la UNE». Algunos de los cuadros medios del interior intentaron convencerle de que estaba equivocado pero Monzón los expulsó del partido, y ningún miembro de la comisión nacional que dirigía el PCE en el interior discrepó de este análisis.
Para preparar la invasión, los guerrilleros, unos 13 000 veteranos de la guerra civil española y de la resistencia francesa, se desplazaron a los puntos de reclutamiento en Foix y Toulouse; de entre ellos se presentaron entre 4000 y 7000 voluntarios para formar parte de la operación, que sería dirigida por el coronel Vicente López Tovar, veterano del Ejército Popular Republicano y de la Resistencia francesa, que en la lucha contra los alemanes había ganado amplio prestigio y condecoraciones.
La mayoría de los hombres que iban a participar en la Operación Reconquista de España eran republicanos exiliados miembros del «maquis» francés y que habían sido los principales protagonistas de la liberación de la ocupación alemana de una parte importante de los departamentos del sur de Francia. En mayo de 1944 las unidades exclusivamente españolas habían sido reconocidas como tales bajo la denominación de Agrupación de Guerrilleros Españoles (AGE), integrada por unos 9000 hombres, y que a partir de entonces había iniciado una nueva estrategia militar, pasando de los sabotajes y acciones aisladas al ataque frontal contra las unidades aisladas de la Wehrmacht. Todos los componentes de la AGE consideraban la lucha en Francia contra los ocupantes alemanes y la milicia vichista como el preludio del combate para liberar España.
La estrategia consistía en una serie de ataques por toda la frontera pirenaica por parte de la División 102 y un ataque principal por el Valle de Arán, el verdadero objetivo de la campaña, por parte de la 204.ª División, donde se establecería provisionalmente un gobierno que, contando como factores de tiempo a favor las condiciones de aislamiento del valle, solo conectado con el resto de territorio español por el puerto de La Bonaigua, y el clima invernal, provocaría la desmoralización del régimen, un levantamiento popular y una invasión aliada que acabaría con el franquismo en España.
Una meta importante era tomar la localidad de Viella, capital del Valle de Arán, pero el coronel López Tovar también planificó dejar despejadas las posibles rutas de escape, al constatar que sus hombres estaban deficientemente armados y temer una derrota catastrófica si luchaban contra el grueso del ejército franquista. Las fuerzas antifranquistas usaban las denominaciones de «brigadas» o «divisiones» con intenciones puramente propagandísticas, pues en la realidad tales unidades contaban con unos pocos cientos de hombres cada una.
A pesar de que las avanzadillas de guerrilleros enviadas al interior de España advirtieron de que no veían ningún clima propicio para que se produjera una insurrección en el país y de que el régimen franquista estaba acumulando tropas — algunas de ellas procedentes del Protectorado español de Marruecos — en la frontera, además de unidades de la Policía Armada y de la Guardia Civil, la dirección del PCE en Francia, con Monzón al frente, prosiguió con sus planes.

## La invasión

### Los ataques por la frontera de Navarra y el País Vasco
El 3 de octubre de 1944 se inicia la ofensiva de la división 102 cuando la 45.ª brigada guerrillera de la UNE, de unos 250 hombres —según Hartmut Heine, fue la 153.ª brigada, compuesta por unos 400 hombres—, penetra por Roncesvalles, enfrentándose con la policía armada en Portillo de Lazar, entre la sierra de Abodi y la de Uztarroz, en Navarra. Mueren dos policías armados y un guardia civil.
Casi simultáneamente se produjo la invasión del valle del Roncal por la 54.ª Brigada, compuesta por unos 250 guerrilleros. Pero la oposición de las unidades del Ejército español y de la Guardia Civil allí desplegadas y la falta de apoyo de la población civil, obligó a los guerrilleros a volver a sus bases en Francia. Los que decidieron continuar fueron capturados o muertos y solo unos pocos lograron ir más allá del Ebro. El 8 de octubre, el batallón Legazpi XXIII del Ejército franquista se desplazó de San Sebastián al Pirineo navarro, siendo movilizado con el objetivo de detener las acciones guerrilleras.
A pesar del fracaso de la incursión en Navarra, a mediados de octubre se desarrolló la segunda acción prevista. La 10.ª, 27.ª y 35.ª Brigada cruzaron la frontera por el sector comprendido entre Hendaya y San Juan Pie de Puerto, en el País Vasco, pero encontraron de nuevo una fuerte oposición del ejército y de la guardia civil, y la Brigada 35.ª, se retiró a los dos días, mientras que las Brigadas 10.ª y 27.ª resistieron ocho días más, sufriendo muchas bajas —la 10.ª Brigada tuvo 21 muertos, su comandante, Francisco Cavero, fue herido de muerte el día 23, tras una incursión de requetés y Guardias Civiles en el pueblo francés de Sare—.

### El ataque principal por el Valle de Arán
La 204.ª División de guerrilleros, de nueva creación, liderada por el coronel Vicente López Tovar y estructurada en doce brigadas, con sus batallones y compañías (de unos treinta hombres cada una), fue la encargada de llevar a cabo la operación principal. Los objetivos militares eran tres: tomar el puerto de La Bonaigua para evitar la llegada de refuerzos franquistas, tomar la ciudad de Viella para establecer la capital y crear una vía de comunicación segura con Francia a través del puente del Rey por donde los refuerzos pudieran llegar o retirarse.
El 19 de octubre de 1944, a las seis de la madrugada, —según Heine fue el 17 de octubre— armados con fusiles franceses, checos y alemanes, subfusiles Sten y ametralladoras Bren, algunos morteros del calibre 81 y un antiaéreo, los hombres de la División 204 iniciaron el avance, en tres columnas con la finalidad de converger las tres al sur de Viella:
- la principal, compuesta por las brigadas 7.ª, 9.ª, 11.ª, 15.ª, 410.ª, 471.ª, 526.ª y 551.ª,[12] por el valle central con el objetivo de tomar Viella;
- la segunda que avanzó por el valle del Gállego con las brigadas 21.ª y 468.ª;
- la tercera que entró a España por el Port Vell de Lérida con las brigadas 3.ª[13] y 402.ª

En el Bajo Arán la progresión del maquis fue muy rápida, la brigada 11.ª entró por Puerto de Benasque, girando hacia Hospital de Viella, para cerrar el paso a los refuerzos franquistas. La 551.ª brigada entró por el puerto de La Roqueta y se dividió en tres columnas: una se dirigió a Bausén y Caneján, provocando la huida de la Guardia Civil, la segunda columna se dirigió a Lés, ocupando Pursingles, y tomando a 10 guardias civiles como prisioneros, y la tercera entró por los pasos de Estiuera y Cuma, dirigiéndose hacía Bosost, donde la Guardia Civil ofreció resistencia desde su cuartel. La 410.ª brigada, se introdujo por el puerto de Tavascan en dirección a Las Bordas, donde encontró una resistencia de la segunda compañía del Batallón Albuera.
En Alto Arán la resistencia fue más dura. La 9.ª brigada entró por el puerto de Orla en dirección a Salardú, ocupando Bagerque, mientras uno de los batallones se instalaba en unos cerros desde donde se controlaba la carretera Tremp-Viella y el resto de la brigada atacaba Salardú sin poder tomar el pueblo.
En sus inicios la operación fue un éxito, ocupando los caseríos de Bausén, Caneján, Pursingles, Pradet, Lés, Bosost, La Bordeta, Vilamós, Benós, Las Bordas, Aubert, Betlán, Vilach, Mont, Montcorbau y Vila, estableciendo en Bosost el Estado Mayor el día 20 de octubre, donde permaneció hasta la retirada.
Las localidades ganadas por las brigadas republicanas, no obstante, eran aldeas de pocos habitantes y no reunían suficiente territorio o población para un «levantamiento popular». Pese a derrotar a pequeños destacamentos de la Guardia Civil apostados en la frontera, los republicanos pararon la ofensiva el día 23 en las afueras de Viella, al advertir que allí estaba fortificado el general José Moscardó con tropas de la Guardia Civil y del ejército, ante los cuales los republicanos se hallaban en inferioridad numérica y de armamento. Los principales combates tuvieron lugar en Bosost y en Salardú el día 19, y en La Bordeta y Las Bordas, el día 20.

### Reacción franquista y retirada
Los primeros refuerzos del ejército franquista, el 5.º Batallón de Cazadores de Montaña, la Legión y regulares llegaron al puerto de La Bonaigua el día 19 de octubre, no pudiendo ser ocupado este por el maquis y sin el cual la defensa de las posiciones tomadas era imposible contra la superioridad numérica y material de los franquistas. Tampoco ocurría el esperado levantamiento popular y muy pocos hombres se unieron a los guerrilleros antifranquistas, a los cuales se les agotaba el tiempo ante la amenaza de una ofensiva franquista.
Las fuerzas franquistas establecidas en la frontera, sorprendidas en un primer momento, reaccionaron desde el 20 de octubre y con un gran despliegue militar amenazaron con rodear a los guerrilleros y eliminarlos con un ataque por la retaguardia de la 42.ª división del ejército franquista, o esperar en la otra boca del túnel de Viella a que saliesen para destruirlos. El ataque a la capital del valle se hacía así imposible, mientras que la progresión de los franquistas amenazaba cortar las rutas de escape a Francia, cuidadosamente previstas por el coronel López Tovar.
Ante las dificultades que presentaba la operación, López Tovar decidió enviar una avanzadilla que le informó de la superioridad de las fuerzas enemigas en número y en armamento, así como de la falta de apoyo activo a las fuerzas «libertadoras» por parte de los campesinos de la zona. Entonces López Tovar ordenó parar el avance a la espera de instrucciones. El 21 o el 22 de octubre se presentó en el puesto de mando el dirigente comunista Santiago Carrillo, acompañado del general Luis Fernández, jefe militar de la Agrupación de Guerrilleros Españoles. Carrillo, ante la posibilidad de que los guerrilleros pudieran ser cercados, habría ordenado la retirada, que se extendió a todas las fuerzas que seguían combatiendo en otros lugares. Algunas unidades lo habían hecho ya por iniciativa propia.

A la salida del túnel de Viella estaba esperándonos el general Moscardó con varias decenas de miles de soldados, tanques y artillería; en conjunto una fuerza contra la que no teníamos ninguna posibilidad. Permanecer en el Valle de Arán no hubiera tenido ningún sentido; nos desalojarían fácilmente y avanzar por el túnel de Viella, como pensaban algunos, era meterse de cabeza en una trampa.
Santiago Carrillo

## Balance
Los guerrilleros tuvieron 129 muertos y 588 heridos, siendo capturados muchos de ellos y sometidos a consejos de guerra —algunos fueron condenados a muerte y fusilados—, aunque un número indeterminado logró salvar el cerco e integrarse en los grupos del maquis que actuaban en el interior de España. Los jefes de las unidades militares franquistas tenían orden de no considerar a los prisioneros como combatientes, sino como francotiradores. Por su parte las fuerzas franquistas sufrieron 32 muertos.

## Consecuencias

### Dictadura franquista
La derrota de los invasores del valle de Arán fue hábilmente utilizada por la propaganda franquista y así lo comunicó a Londres el embajador británico: «El infatigable movimiento de unos pocos cientos de aventureros españoles en la frontera le ha dado [a Franco] la posibilidad de aparecer como el paladín de España ante la invasión roja». El embajador añadía que la invasión «también le ha brindado el pretexto para arrestar y ejecutar a un formidable número de adversarios políticos». Así, según Paul Preston, se produjo «la revitalización de la mentalidad de la Guerra Civil, proporcionando al Ejército algo que hacer y, en general, cohesionando el cuerpo de oficiales en torno a Franco».
Por su parte el gobierno francés de Charles de Gaulle desarmó a los guerrilleros españoles para asegurar la tranquilidad de la frontera mutua con Francisco Franco, a cuyo gobierno la Francia Libre había reconocido oficialmente el 16 de octubre de 1944.

### Partido Comunista de España
Aunque la Operación Reconquista de España constituyó un sonoro fracaso, «el PCE sacó un buen rendimiento de aquel fiasco, presentándolo ante la opinión mundial como un hecho glorioso de la Resistencia antifascista». Al mes siguiente Santiago Carrillo manifestó que los diez días de ocupación del valle de Arán habían sido para sus habitantes los «más felices» desde el final de la guerra civil, y que durante ese tiempo «por primera vez, los españoles han vivido unidos», añadiendo a continuación que la formación de la Unión Nacional Española había sido el primer paso para «la victoria de la insurrección nacional contra Franco y la Falange…».
Sin embargo, el buró político del PCE, cuyos miembros se encontraban repartidos entre México y la URSS, fue consciente del desastre e hizo responsable del mismo a Jesús Monzón, además de cuestionar la estrategia política representada por la Unión Nacional Española, que por otro lado la inminente victoria de los aliados en la guerra había hecho que desapareciera su razón de ser, pues ya no era necesaria una alternativa moderada que presionara para impedir que España participara activamente en la guerra del lado de las potencias del Eje cuando su derrota estaba tan cercana. La UNE fue oficialmente disuelta el 25 de junio de 1945 mediante una declaración de su junta suprema en Francia —de la que formaba parte el general Riquelme—. Al mes siguiente fue disuelta su homóloga catalana promovida por el PSUC, la Aliança Nacional de Catalunya.
De la defenestración de Monzón se aprovechó Santiago Carrillo que se convirtió en el nuevo «hombre fuerte» del PCE en Francia y por extensión del PCE del interior de España, llevando a cabo una lenta pero efectiva purga de los cuadros comunistas identificados con Monzón. Éste temiendo por su vida desobedeció la orden perentoria de que regresara a Francia y deambuló por el interior de España hasta que en junio de 1945 fue detenido en Barcelona por la policía franquista. Fue condenado a treinta años de cárcel por un consejo de guerra celebrado tres años después. El colaborador más cercano de Monzón, Gabriel León Trilla, que también se había negado a volver a Francia, fue asesinado en Madrid el 6 de septiembre de 1945 por agentes comunistas cumpliendo órdenes de la dirección del PCE. La misma suerte corrieron otros dos cuadros «monzonistas»: Alberto Pérez Ayala fue asesinado en Madrid el 15 de octubre de 1945; Pere Canals nada más cruzar la frontera francesa. Monzón fue indultado en 1959, exiliándose en México donde perdió todo protagonismo en el PCE.
Junto con la denuncia de los «aventureros» Monzón y Trilla, el PCE cambió la valoración oficial de la Operación Reconquista de España. El propio Carrillo —quien, según el entonces miembro destacado del PCE Enrique Líster, fue quien ordenó, junto con Dolores Ibárruri, el asesinato de Trilla— escribió en 1948:

Desde Madrid, arrogándose funciones que no les competían, estos aventureros enviaban a Francia las órdenes para crear en los Pirineos una "cabeza de invasión". Después de liquidar el Partido, sustituyéndolo por el superpartido de Unión Nacional, Monzón y Trilla organizaban el aniquilamiento físico de nuestros militantes.

Las operaciones del maquis comunista, transformando la estructura militar en "agrupaciones guerrilleras", continuaron en diferentes lugares del territorio español. Se creó la II Agrupación Guerrillera en La Coruña o la Agrupación Guerrillera de Asturias, siendo especialmente activa la Agrupación guerrillera de Levante y Aragón (AGLA), pero en el año 1948 el PCE decidió cancelar definitivamente las operaciones de guerrilla tras una decisión de Stalin de evitar conflictos con Francia (base de aprovisionamiento y apoyo a las guerrillas) y ante la evidencia de que el régimen franquista difícilmente caería por una revuelta armada de reducido tamaño. El final de los guerrilleros que no cayeron muertos o hechos prisioneros y fusilados durante su lucha en España fueron a las guerras coloniales de Francia en Indochina o Argelia, enviados allí por las autoridades francesas bajo amenaza de extradición.

## En la cultura

### Filmografía
- Le Val d'Aran (Francia, 2000). Un documental sobre la invasión del Valle de Arán por parte de los maquis españoles en octubre de 1944, con testimonios de antiguos guerrilleros que participaron en la acción.
- Sordo (España, 2019). Película sobre un maqui que se queda sordo al fallar un acto de sabotaje.

### Literatura
- Inés y la alegría de Almudena Grandes (España, 2010). Novela que se desarrolla durante los sucesos de la invasión del Valle de Arán y que mezcla ficción y realidad.[30]